# Zbigniew Gillert
Zbigniew Gillert (ur. 20 czerwca 1958 w Krakowie) – szopkarz krakowski, z zawodu budowlaniec. W Konkursie szopek krakowskich uczestniczy od 1968 roku. Specjalizuje się w szopkach małych – jest autorem ponad 40 dzieł konkursowych i kilkuset szopek na zamówienie. Zdobywca pierwszych nagród w latach 1979, 1985, 1996, 2012 i 2013. Jego dzieła znajdują się w kolekcji Muzeum Historycznego Miasta Krakowa i wielokrotnie były prezentowane na wystawach w Polsce i za granicą. Jego szopki nabywali kolekcjonerzy oraz instytucje m.in. z Niemiec, Włoch, Australii i Stanów Zjednoczonych.
W 2018 r. otrzymał odznakę honorową „Zasłużony dla Kultury Polskiej”. W 2022 został odznaczony odznaką „Honoris Gratia”. W 2025 otrzymał Srebrny Krzyż Zasługi.
Jest synem Tadeusza Gillerta. Członek Stowarzyszenia Twórców Ludowych.
5 stycznia 2023 roku Poczta Polska wprowadziła do obiegu znaczek pocztowy, przedstawiający jedną z jego prac konkursowych.